# Карбонатные почвы
Карбона́тные по́чвы — почвы, образующиеся в верхнем (гумусовом) слое земли и содержащие карбонаты.

## Классификация
Подразделяются на подтипы: серозёмы, каштановые почвы, чернозёмы предкавказские, южные, обыкновенные и карбонатные.

## Состав
В своём составе содержат соли угольной кислоты, а также, главным образом, кальций и магний. Кроме этого встречаются минералы: кальцит, доломит, люблинит, анкерит, арагонит.
Выделяют первичные карбонаты, которые содержатся в почвообразующих слоях, и вторичные, которые накапливаются в процессе почвообразования и встречаются в виде карбонатной плесени, сединки, инея, жилок, псевдомицелий и конкреций.

## Свойства
Из-за тонкого верхнего слоя, где содержание гумуса небольшое, карбонатные почвы обладают невысокой плодородностью и, следовательно, непригодны для выращивания культур с глубокой корневой системой. Из-за pH-показателя, равного или большего 7, усложняется усвоение растениями железа и марганца. Понизить данный показатель можно путём внесения органических веществ. Не рекомендуется применять минеральные кислоты, повышающие вероятность повреждения растений.
Содержание в почве общих и активных карбонатов напрямую влияет на сахаристость и содержание ароматических веществ в ягодах винограда, а также на количества спирта в вине. Избыток карбонатов в почве часто отрицательно влияет на плодоношение винограда, вызывая нарушение минерального питания растений, что нередко приводит к заболеванию хлорозом, которое усиливается при недостаточном содержании гумуса, плохой структуре и неблагоприятных физических свойствах почвы.

## Применение
Широко используются для выращивания устойчивых к карбонатам сортов винограда для производства высококачественных столовых, десертных и крепких вин повышенной свежести, а также шампанских виноматериалов.
На карбонатных почвах следует выращивать культуры, которые хорошо переносят щелочную почву: черешню, капусту, горох и фасоль. И напротив, не рекомендуется возделывать культуры, предпочитающие кислую почву: рододендрон, олеандр, хвойные растения. Выращивать картофель на данных почвах также не рекомендуется, так как он часто поражается фитофторозом.